# Az Aranyhaj: A sorozat epizódjainak listája
Az Aranyhaj: A sorozat című amerikai televíziós animációs sorozat epizódjainak listája.

## Évados áttekintés
| Évad | Évad        | Epizódok    | Eredeti sugárzás  | Eredeti sugárzás    | Magyar sugárzás      | Magyar sugárzás      | Magyar sugárzás  | Magyar sugárzás  |
| Évad | Évad        | Epizódok    | Eredeti sugárzás  | Eredeti sugárzás    | Disney Channel       | Disney Channel       | RTL              | RTL              |
| Évad | Évad        | Epizódok    | Évadpremier       | Évadfinálé          | Évadpremier          | Évadfinálé           | Évadpremier      | Évadfinálé       |
| ---- | ----------- | ----------- | ----------------- | ------------------- | -------------------- | -------------------- | ---------------- | ---------------- |
|      | Különkiadás | Különkiadás | 2017. március 10. | 2017. március 10.   | 2017. szeptember 16. | 2017. szeptember 16. | 2025. június 22. | 2025. június 22. |
|      | Rövidfilmek | 9           | 2017. május 5.    | 2018. augusztus 23. | 2018. március 29.    | TBA                  |                  |                  |
|      | 1           | 23          | 2017. március 24. | 2018. január 13.    | 2017. szeptember 25. | 2018. július 14.     | 2025. június 21. |                  |
|      | 2           | 24          | 2018. június 24.  | 2019. április 14.   | 2019. február 25.    | 2019. május 30.      |                  |                  |
|      | 3           | 21          | 2019. október 7.  | 2020. március 1.    | 2020. február 10.    | 2020. október 11.    |                  |                  |

### Bevezető film
| #  | Eredeti cím                | Magyar cím                        | Rendezte                         | Írta       | Eredeti premier   | Magyar premier       | Magyar premier   |
| #  | Eredeti cím                | Magyar cím                        | Rendezte                         | Írta       | Eredeti premier   | Disney Channel       | RTL              |
| -- | -------------------------- | --------------------------------- | -------------------------------- | ---------- | ----------------- | -------------------- | ---------------- |
| 1. | Tangled: Before Ever After | Aranyhaj: Az örökkön örökké előtt | Tom Caulfield & Stephen Sandoval | Jase Ricci | 2017. március 10. | 2017. szeptember 16. | 2025. június 22. |

### 1. évad
| Sor. | Év  | Eredeti cím                | Magyar cím                   | Rendezte         | Írta                                                                 | Eredeti premier     | Magyar premier       | Magyar premier   |
| Sor. | Év  | Eredeti cím                | Magyar cím                   | Rendezte         | Írta                                                                 | Eredeti premier     | Disney Channel       | RTL              |
| ---- | --- | -------------------------- | ---------------------------- | ---------------- | -------------------------------------------------------------------- | ------------------- | -------------------- | ---------------- |
| 1.   | 1.  | What the Hair?!            | Hajajaj                      | Tom Caulfield    | Dave Schiff                                                          | 2017. március 24.   | 2017. szeptember 25. | 2025. június 21. |
| 2.   | 2.  | Rapunzel's Enemy           | Aranyhaj ellensége           | Stephen Sandoval | Dave Schiff & Noelle Stevenson                                       | 2017. március 31.   | 2017. szeptember 26. |                  |
| 3.   | 3.  | Fitzherbert P.I.           | Nyálas közlegény             | Joe Oh           | Ricky Roxburgh & Suzanne Weber                                       | 2017. április 7.    | 2017. szeptember 27. |                  |
| 4.   | 4.  | Challenge of the Brave     | Bátrak bajnoksága            | Tom Caulfield    | Ricky Roxburgh                                                       | 2017. április 14.   | 2017. szeptember 28. |                  |
| 5.   | 5.  | Cassandra v. Eugene        | Összefogás                   | Joe Oh           | Katie Mattila                                                        | 2017. április 21.   | 2017. szeptember 29. |                  |
| 6.   | 6.  | The Return of Strongbow    | Strongbow visszatér          | Tom Caulfield    | Dave Schiff                                                          | 2017. április 28.   | 2017. október 1.     |                  |
| 7.   | 7.  | In Like Flynn              | Királyi csínytevés           | Stephen Sandoval | Han-Yee Ling                                                         | 2017. július 23.    | 2017. október 3.     |                  |
| 8.   | 8.  | Great Expotations          | Feltalállak!                 | Joe Oh           | Ricky Roxburgh                                                       | 2017. július 30.    | 2017. október 4.     |                  |
| 9.   | 9.  | Under Raps                 | Szívek napja                 | Tom Caulfield    | Kelly Hannon                                                         | 2017. augusztus 6.  | 2017. október 5.     |                  |
| 10.  | 10. | One Angry Princess         | Az édességbolt rejtélye      | Stephen Sandoval | Katie Mattila & Jase Ricci                                           | 2017. augusztus 13. | 2017. október 6.     |                  |
| 11.  | 11. | Pascal's Story             | Pascal története             | Tom Caulfield    | Ricky Roxburgh                                                       | 2017. augusztus 20. | 2017. december 12.   |                  |
| 12.  | 12. | Big Brothers of Corona     | Korona nagy tesói            | Joe Oh           | Han-Yee Ling                                                         | 2017. október 1.    | 2017. december 13.   |                  |
| 13.  | 13. | The Wrath of Ruthless Ruth | Rosszmáj Rozi boszi bosszúja | Tom Caulfield    | Kelly Hannon                                                         | 2017. október 8.    | 2017. december 14.   |                  |
| 14.  | 14. | Max's Enemy                | Max ellensége                | Joe Oh           | Katie Mattila                                                        | 2017. október 15.   | 2017. december 15.   |                  |
| 15.  | 15. | The Way of the Willow      | Willow, a jó tesó            | Stephen Sandoval | Katie Mattila                                                        | 2017. október 22.   | 2018. május 14.      |                  |
| 16.  | 16. | Queen for a Day            | Alkalmi királynő             | Joe Oh           | Jase Ricci                                                           | 2017. november 19.  | 2017. november 19.   |                  |
| 16.  | 17. | Queen for a Day            | Alkalmi királynő             | Joe Oh           | Jase Ricci                                                           | 2017. november 19.  | 2017. november 19.   |                  |
| 17.  | 18. | Painter's Block            | Alkotói válság               | Stephen Sandoval | Dave Schiff                                                          | 2017. november 26.  | 2017. december 11.   |                  |
| 18.  | 19. | Not in the Mood            | Hangulatingadozás            | Stephen Sandoval | Kelly Hannon                                                         | 2017. december 2.   | 2018. május 15.      |                  |
| 19.  | 20. | The Quest for Varian       | Varian küldetése             | Tom Caulfield    | Ricky Roxburgh                                                       | 2017. december 9.   | 2018. május 16.      |                  |
| 20.  | 21. | The Alchemist Returns      | Az alkimista visszatér       | Joe Oh           | Dave Schiff                                                          | 2017. december 16.  | 2018. május 17.      |                  |
| 21.  | 22. | Secret of the Sun Drop     | Aranyhaj és Corona sorsa     | Stephen Sandoval | Kelly Hannon, Jase Ricci, Ricky Roxburgh, Dave Schiff & Jeremy Shipp | 2018. január 13.    | 2018. július 14.     |                  |
| 21.  | 23. | Secret of the Sun Drop     | Aranyhaj és Corona sorsa     | Stephen Sandoval | Kelly Hannon, Jase Ricci, Ricky Roxburgh, Dave Schiff & Jeremy Shipp | 2018. január 13.    | 2018. július 14.     |                  |

### 2. évad: Aranyhaj gubancos kalandja (Rapunzel's Tangled Adventure)
| Sor. | Év. | Eredeti cím                             | Magyar cím                          | Rendezte                         | Írta                                                                                | Eredeti premier     | Magyar premier    |
| ---- | --- | --------------------------------------- | ----------------------------------- | -------------------------------- | ----------------------------------------------------------------------------------- | ------------------- | ----------------- |
| 22.  | 1.  | Beyond the Corona Walls                 | Corona falain túl                   | Joe Oh                           | Jase Ricci                                                                          | 2018. június 24.    | 2019. február 25. |
| 22.  | 2.  | Beyond the Corona Walls                 | Corona falain túl                   | Joe Oh                           | Jase Ricci                                                                          | 2018. június 24.    | 2019. február 26. |
| 23.  | 3.  | The Return of Quaid                     | Quaid visszatér                     | Tom Caulfield                    | Jeremy Shipp                                                                        | 2018. július 1.     | 2019. február 27. |
| 24.  | 4.  | Goodbye and Goodwill                    | Búcsú és fesztivál                  | Stephen Sandoval                 | Ricky Roxburgh                                                                      | 2018. július 8.     | 2019. február 28. |
| 25.  | 5.  | Forest of No Return                     | Az Áthatolhatatlan Erdő             | Joe Oh                           | Kelly Hannon                                                                        | 2018. július 15.    | 2019. március 1.  |
| 26.  | 6.  | Freebird                                | Madárkák                            | Tom Caulfield                    | Dave Schiff                                                                         | 2018. július 22.    | 2019. március 4.  |
| 27.  | 7.  | Vigor the Visionary                     | Vigor, a Vizionárius                | Stephan Sandoval                 | Ricky Roxburgh                                                                      | 2018. július 29.    | 2019. március 5.  |
| 28.  | 8.  | Keeper of the Spire                     | Az Orom Őrzője                      | Bosook Coburn                    | Jase Ricci & Jeremy Shipp                                                           | 2018. augusztus 5.  | 2019. március 6.  |
| 29.  | 9.  | King Pascal                             | Pascal király                       | Tom Caulfield                    | Kelly Hannon                                                                        | 2018. augusztus 12. | 2019. március 7.  |
| 30.  | 10. | There's Something About Hook Foot       | Kampóláb nincs rendben              | Stephan Sandoval                 | Jeremy Shipp                                                                        | 2018. augusztus 19. | 2019. március 8.  |
| 31.  | 11. | Happiness Is...                         | Mi is a boldogság?                  | Joe Oh                           | Ricky Roxburgh                                                                      | 2018. augusztus 26. | 2019. május 13.   |
| 32.  | 12. | Max and Eugene in Peril on the High Sea | Max és Eugén: Veszedelem a tengeren | Tom Caulfield                    | Dave Schiff                                                                         | 2019. március 3.    | 2019. május 14.   |
| 33.  | 13. | Curses!                                 | Átkozott                            | Stephen Sandoval                 | Kelly Hannon                                                                        | 2019. március 10.   | 2019. május 15.   |
| 34.  | 14. | The Eye of Pincosta                     | Pincosta szeme                      | Joe Oh                           | Jeremy Shipp                                                                        | 2019. március 10.   | 2019. május 16.   |
| 35.  | 15. | Rapunzel and the Great Tree             | Aranyhaj és az Óriásfa              | Stephen Sandoval & Tom Caulfield | Jase Ricci                                                                          | 2019. március 17.   | 2019. május 17.   |
| 35.  | 16. | Rapunzel and the Great Tree             | Aranyhaj és az Óriásfa              | Stephen Sandoval & Tom Caulfield | Jase Ricci                                                                          | 2019. március 17.   | 2019. május 20.   |
| 36.  | 17. | The Brothers Hook                       | A Kampó fivérek                     | Tom Caulfield                    | Ricky Roxburgh                                                                      | 2019. március 24.   | 2019. május 21.   |
| 37.  | 18. | Rapunzel: Day One                       | Aranyhaj: Első nap                  | Stephen Sandoval                 | Leanna Dindal                                                                       | 2019. március 24.   | 2019. május 22.   |
| 38.  | 19. | Mirror, Mirror                          | Tükröm, tükröm                      | Joe Oh                           | Dave Schiff                                                                         | 2019. március 31.   | 2019. május 23.   |
| 39.  | 20. | You're Kidding Me!                      | Gyerek az idő                       | Joe Oh                           | Kelly Hannon                                                                        | 2019. március 31.   | 2019. május 24.   |
| 40.  | 21. | Rapunzeltopia                           | Aranyhajtópia                       | Tom Caulfield                    | Ricky Roxburgh                                                                      | 2019. április 7.    | 2019. május 27.   |
| 41.  | 22. | Lost and Found                          | Hitkérdések                         | Shane Zalvin                     | Jeremy Shipp                                                                        | 2019. április 7.    | 2019. május 28.   |
| 42.  | 23. | Destinies Collide                       | Végzetek ütközése                   | Tom Caulfield & Joe Oh           | Jase Ricci, Leanna Dindal, Kelly Hannon, Ricky Roxburgh, Dave Schiff & Jeremy Shipp | 2019. április 14.   | 2019. május 29.   |
| 42.  | 24. | Destinies Collide                       | Végzetek ütközése                   | Tom Caulfield & Joe Oh           | Jase Ricci, Leanna Dindal, Kelly Hannon, Ricky Roxburgh, Dave Schiff & Jeremy Shipp | 2019. április 14.   | 2019. május 30.   |

### 3. évad
| Sor. | Év. | Eredeti cím                         | Magyar cím                            | Rendezte                                             | Írta                       | Eredeti premier   | Magyar premier       |
| ---- | --- | ----------------------------------- | ------------------------------------- | ---------------------------------------------------- | -------------------------- | ----------------- | -------------------- |
| 44.  | 1.  | Rapunzel's Return                   | Aranyhaj visszatér                    | Tom Caulfield & Shane Zalvin                         | Ricky Roxburgh             | 2019. október 7.  | 2020. február 10.    |
| 44.  | 2.  | Rapunzel's Return                   | Aranyhaj visszatér                    | Tom Caulfield & Shane Zalvin                         | Ricky Roxburgh             | 2019. október 7.  | 2020. február 11.    |
| 45.  | 3.  | Return of the King                  | A király visszatér                    | Philip Pignotti                                      | Jeremy Shipp               | 2019. október 8.  | 2020. február 12.    |
| 46.  | 4.  | Who's Afraid of the Big, Bad Wolf?  | Nem félünk a csúnya, gonosz farkastól | Shane Zalvin                                         | Kelly Hannon & Jase Ricci  | 2019. október 9.  | 2020. február 13.    |
| 47.  | 5.  | The Lost Treasure of Herz Der Sonne | Herz Der Sonne elveszett kincse       | Tom Caulfield                                        | Dave Schiff                | 2019. október 10. | 2020. február 14.    |
| 48.  | 6.  | No Time Like the Past               | Mindenütt jó, de a legjobb a múltban  | Philip Pignotti                                      | Kelly Hannon               | 2019. október 11. | 2020. február 17.    |
| 49.  | 7.  | Beginnings                          | Kezdetek                              | Shane Zalvin                                         | Leanna Dindal              | 2019. október 15. | 2020. február 18.    |
| 50.  | 8.  | The King and the Queen Hearts       | A szívkirály és királyné              | Tom Caulfield                                        | Ricky Roxburgh             | 2019. október 16. | 2020. február 19.    |
| 51.  | 9.  | Day of the Animals                  | Az állatok napja                      | Tom Caulfield                                        | Kelly Hannon               | 2019. október 17. | 2020. február 20.    |
| 52.  | 10. | Be Very Afraid                      | Rettegjetek!                          | Philip Pignotti                                      | Jeremy Shipp               | 2019. október 18. | 2020. február 21.    |
| 53.  | 11. | Pascal's Dragon                     | Pascal sárkánya                       | Shane Zalvin                                         | Dave Schiff                | 2020. január 12.  | 2020. szeptember 26. |
| 54.  | 12. | Islands Apart                       | Vissza a szigetre                     | Philip Pignotti                                      | Leanna Dindal              | 2020. január 19.  | 2020. szeptember 26. |
| 55.  | 13. | Cassandra's Revenge                 | Cassandra bosszúja                    | Tom Caulfield & Shane Zalvin                         | Ricky Roxburgh             | 2020. január 26.  | 2020. szeptember 27. |
| 55.  | 14. | Cassandra's Revenge                 | Cassandra bosszúja                    | Tom Caulfield & Shane Zalvin                         | Ricky Roxburgh             | 2020. január 26.  | 2020. szeptember 27. |
| 56.  | 15. | Race to the Spire                   | Hajsza az Oromig                      | Philip Pignotti                                      | Jeremy Shipp               | 2020. február 2.  | 2020. október 3.     |
| 57.  | 16. | A Tale of Two Sisters               | Két nővér meséje                      | Shane Zalvin                                         | Dave Schiff & Jeremy Shipp | 2020. február 9.  | 2020. október 3.     |
| 58.  | 17. | Flynnpostor                         | Flynnposztor                          | Tom Caulfield                                        | Ricky Roxburgh             | 2020. február 16. | 2020. október 4.     |
| 59.  | 18. | Once a Handmaiden...                | A ravasz szolgálólány                 | Philip Pignotti                                      | Leanna Dindal              | 2020. február 23. | 2020. október 4.     |
| 60.  | 19. | Plus Est En Voust                   | Több rejtőzik benned                  | Benjamin Balistreri, Phillip Pignotti & Shane Zalvin | Jase Ricci                 | 2020. március 1.  | 2020. október 10.    |
| 60.  | 20. | Plus Est En Voust                   | Több rejtőzik benned                  | Benjamin Balistreri, Phillip Pignotti & Shane Zalvin | Jase Ricci                 | 2020. március 1.  | 2020. október 10.    |
| 60.  | 21. | Plus Est En Voust                   | Több rejtőzik benned                  | Benjamin Balistreri, Phillip Pignotti & Shane Zalvin | Jase Ricci                 | 2020. március 1.  | 2020. október 11.    |

## Rövidfilmek
| #  | Eredeti cím   | Magyar cím       | Eredeti premier     | Magyar premier    |
| -- | ------------- | ---------------- | ------------------- | ----------------- |
| 1. | Check Mate    | Sakk-matt        | 2017. május 5.      | 2018. március 29. |
| 2. | Prison Bake   | Pékhelyzet       | 2017. május 12.     | 2018. május 20.   |
| 3. | Make Me Smile | Szunnyadó mosoly | 2017. május 19.     | 2018. május 19.   |
| 4. | Hare Peace    | Nyuszi muci      | 2017. május 26.     | 2018. május 20.   |
| 5. | Night Bite    |                  | 2018. június 25.    |                   |
| 6. | Hiccup Fever  |                  | 2018. július 7.     |                   |
| 7. | Snowball      |                  | 2018. augusztus 4.  |                   |
| 8. | Hairdon't     |                  | 2018. augusztus 20. |                   |
| 9. | Unicorny      |                  | 2018. augusztus 23. |                   |

## Aranyhaj naplója
| #  | Eredeti cím     | Magyar cím | Eredeti premier      | Magyar premier    |
| -- | --------------- | ---------- | -------------------- | ----------------- |
| 1. | First Entry     |            | 2017. június 25.     | 2021. február 21. |
| 2. | Cassandra       |            | 2017. július 2.      | 2021. március 7.  |
| 3. | Queen Arianna   |            | 2017. július 10.     | 2021. február 28. |
| 4. | King Frederic   |            | 2017. július 16.     |                   |
| 5. | Etiquette       |            | 2017. szeptember 3.  |                   |
| 6. | Hair Moves      |            | 2017. szeptember 10. |                   |
| 7. | Three's a Crowd |            | 2017. szeptember 17. |                   |
| 8. | Comfort Zone    |            | 2017. szeptember 24. |                   |
| 9. | Bad Hair Day    |            | 2018. január 16.     |                   |